# Isar-Werkkanal

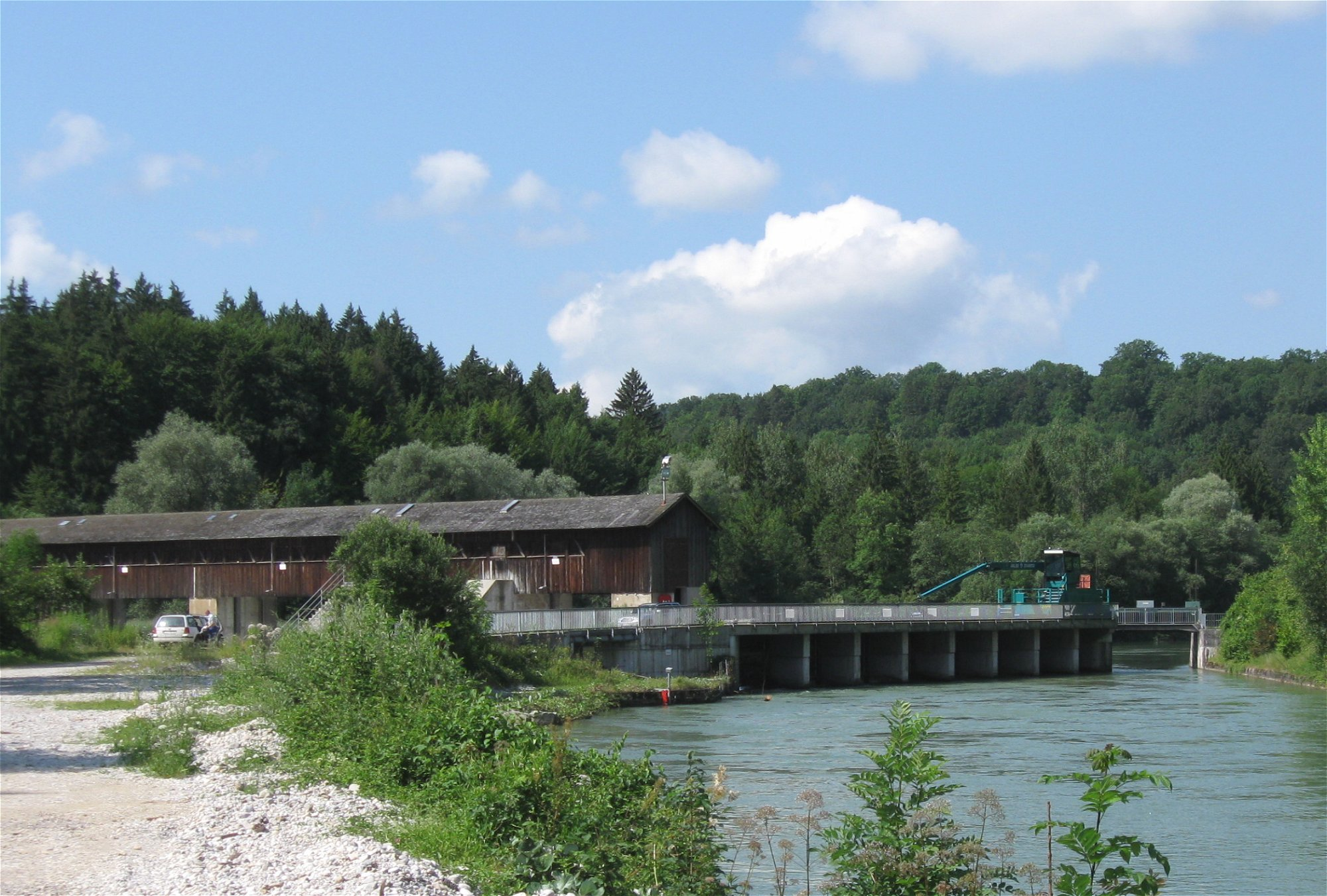
Wehranlage Höllriegelskreuth nahe dem Wasserkraftwerk Höllriegelskreuth

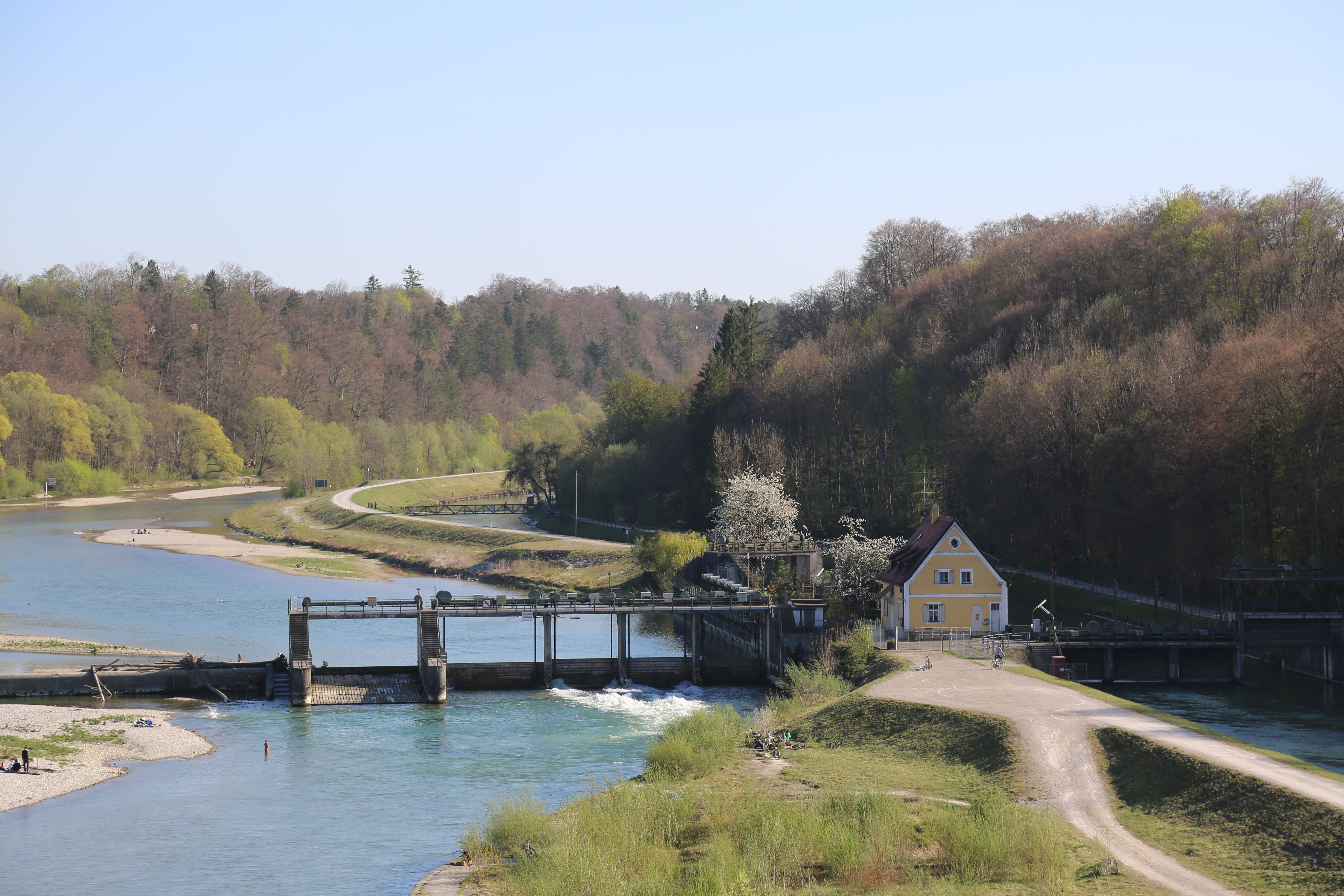
Isar, Isar-Werkkanal und Wehranlage Großhesselohe nahe der Großhesseloher Brücke

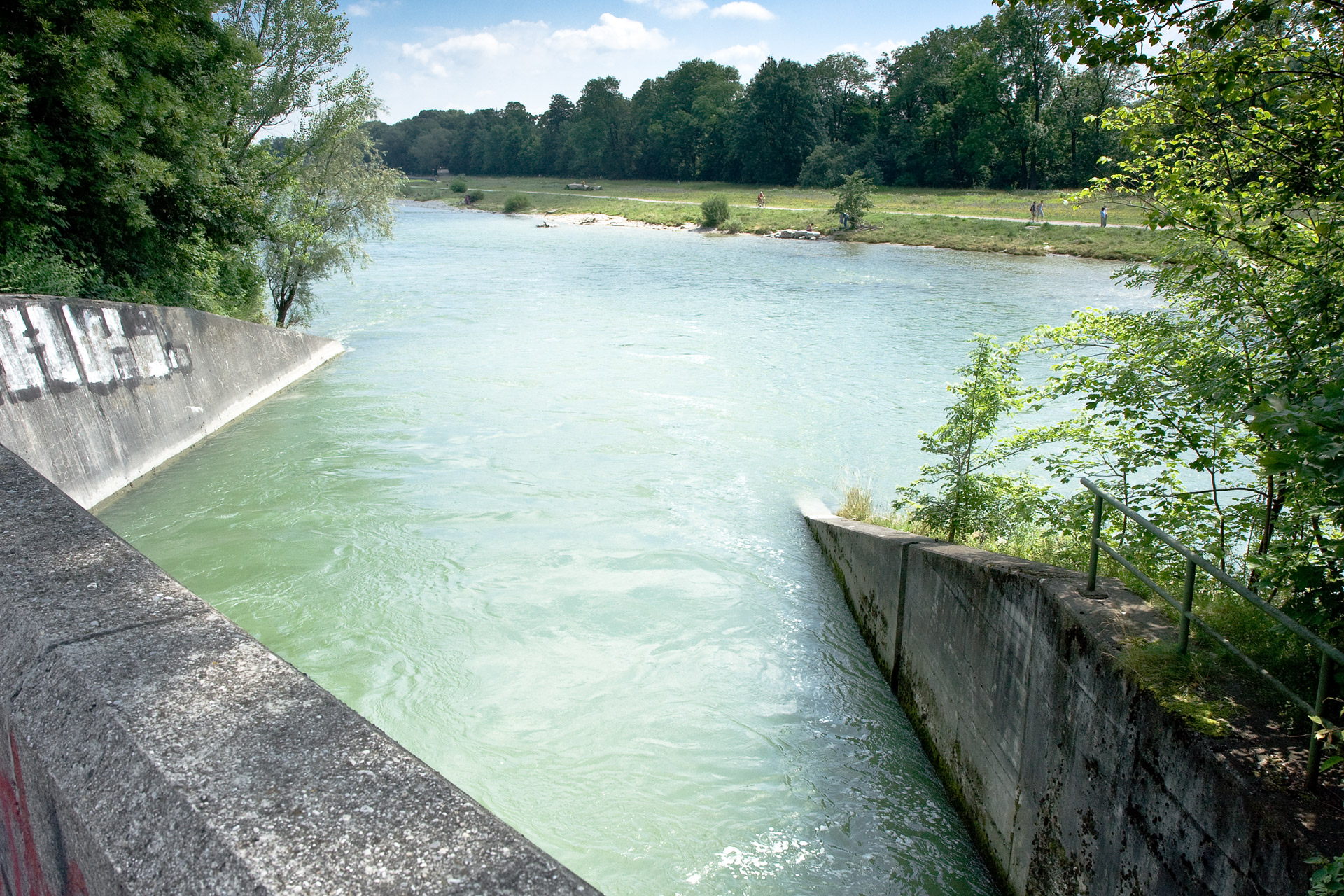
Mündung in die Isar am Isarwerk 3

Der Isar-Werkkanal ist ein Seitenkanal der Isar  im Stadtgebiet von München. Er folgt der Isar westlich auf einer Länge von etwa 12 km, kann bis zu 70 m³/s aufnehmen und dient hauptsächlich zur Gewinnung elektrischer Energie.

## Geschichte
Gegen Ende des 19. Jahrhunderts errichtete die Isarwerke GmbH südlich von München zwei Wasserkraftwerke an der Isar: 1894 das Wasserkraftwerk Höllriegelskreuth und 1900 das Wasserkraftwerk Pullach. Zum Betreiben dieser Kraftwerke wurde bei Buchenhain ein Teil des Wassers der Isar in einen Werkkanal ausgeleitet. Kurz oberhalb der Großhesseloher Brücke mündete dieser Kanal wieder in die Isar. Parallel zu dem Bau des Werkkanals erfolgte eine Regulierung der Isar in diesem Streckenabschnitt.
Als die Stadt München 1906–1908 mit dem Isarwerk 1 das erste städtische Wasserkraftwerk an der Isar errichtete, wurde der Werkkanal bis zur Thalkirchner Brücke verlängert und dort zurück in die Isar geleitet. Auch hier fand in dem entsprechenden Streckenabschnitt eine Regulierung der Isar statt. Der bisher von der Isar abgezweigte Floßkanal wurde jetzt von dem Werkkanal gespeist und floss ebenfalls an der Thalkirchner Brücke zurück in die Isar. Die Pläne für diesen Ausbau hatten 1902 zur Gründung des Isartalvereins geführt, der sich für eine Erhaltung der natürlichen Flusslandschaft einsetzte. Auch wenn der Bau des Kanals dadurch nicht verhindert werden konnte, wurde sein Verlauf korrigiert und, nach Abschluss der Bauarbeiten die Flusslandschaft rekultiviert. Der damalige Stadtgartendirektor Jakob Heiler ließ einen parkartigen Auwald und den Hinterbrühler See anlegen.
Zum Bau der beiden Wasserkraftwerke Isarwerk 2 und Isarwerk 3 1921 bis 1923 wurde der Kanal noch einmal verlängert. Er wurde in das Bett des Großen Stadtbachs eingeleitet, der sein Wasser ursprünglich bei den Thalkirchner Überfällen aus der Isar bezog und die Münchner Stadtbäche speiste.
Mit einer Sanierung des Großhesseloher Wehrs wurde 2023 begonnen; sie soll im Herbst 2024 abgeschlossen sein. Neue Schleusentore sollen Treibgut besser aushalten und eine weniger steile Treppe soll den Fischen das Wandern erleichtern. Das Großhesseloher Wehr wurde inzwischen in die Denkmalliste aufgenommen.

## Verlauf
Der Kanal wird bei Buchenhain im Landkreis München aus der Isar ausgeleitet. Nach den Kraftwerken  Höllriegelskreuth und Pullach, die seit 2016 zu Uniper Kraftwerke (zuvor E.ON) gehören, geht der Kanal in den Besitz der Stadtwerke München über. Etwas südlich der Großhesseloher Brücke gibt es ein Wehr, in dem Wasser vom Kanal in die Isar und umgekehrt geleitet werden kann. Im weiteren Verlauf betreiben die Stadtwerke die Laufwasserkraftwerke Isarwerk 1, Isarwerk 2 und Isarwerk 3. Vom Isarwerk 2 ab folgt der Kanal dem ursprünglichen Verlauf des Großen Stadtbachs. Bei der Braunauer Eisenbahnbrücke südlich der Innenstadt fließt hinter dem Isarwerk 3 ein großer Teil des Wassers wieder in die Isar. Nur ein kleiner Teil wird abgezweigt, treibt die Stadtbachstufe an und fließt als Westermühlbach weiter.

## Fischsterben
Im Oktober 2018 kam es nach Reparaturarbeiten am Werkkanal zu einem Fischsterben in der Isar, mit bis zu hunderttausend verendeten Fischen, weil der Pegel der Isar durch die Wasserentnahme für den Werkkanal zu schnell gesunken sei.

## Sonstige Nutzung
Auf einer Teilstrecke des Kanals verkehren die als Freizeitattraktion fahrenden Flöße, die von Wolfratshausen kommend die Floßlände anfahren. Diese wird über einen Floßkanal erreicht, der oberhalb des Isarwerks 1 vom Kanal abzweigt. Nach der Floßlände fließt dieser Kanal als Mühlbach durch das Naturbad Maria Einsiedel. Etwa 400 m unterhalb des Isarwerks 1 versorgt der Kanal über einen unter der Isar hindurchführenden Düker den Auer Mühlbach auf der östlichen Isarseite mit Wasser. Kurz unterhalb der Thalkirchner Brücke fließt der Maria-Einsiedel-Bach, der aus dem Überlauf der Floßlände gespeist wird, zurück in den Werkkanal. Der Kanal dient auch der Kühlwasserversorgung des Heizkraftwerks Süd der Stadtwerke München.